# Шаровский поселковый совет
Шаровский поселковый совет — входит в состав Богодуховского района Харьковской области Украины.
Административный центр поселкового совета находится в пгт Шаровка
.

## История
- 1918 — дата образования.

## Населённые пункты совета
- пгт Шаровка
- село Марьино
- посёлок Першотравневое

### Ликвидированные населённые пункты
- село Деркачи
- село Федоровка